# Thali García
Thali Alejandra García Arce (Guadalajara, 14 marzo 1990) è un'attrice messicana cresciuta a Hermosillo, Sonora.

## Biografia
A 17 anni si è trasferita dalla sua città di Hermosillo alla capitale del paese. A la Città del Messico era una presentatrice di Nickers, un programma televisivo soprattutto per i telespettatori di età compresa tra i 8 e i 15 anni trasmesso sul canale latinoamericano Nickelodeon.

## Filmografia
Thali García ha avuto ruoli in diverse serie televisive per i giovani
- Secretos del Alma - Maribel - telenovela - Messico (2008-2009)[4]
- Bienvenida realidad - Regina Córdoba - telenovela - Messico (2011)[5]
- Rosa Diamante - Eva Sotomayor - telenovela - Messico (2012-2013) Telemundo Television Studios, una divisione di NBCUniversal[6]
- 11-11: En mi cuadra nada cuadra - Sandra Riveroli (2013) - telenovela di Nickelodeon[7]
- Reina de corazones (2014)